# Tokyo 6
| \| Hōsei Keiō Tōdai Meiji Rikkyō Waseda \| Localisation des clubs. |
| Hōsei Keiō Tōdai Meiji Rikkyō Waseda                               |

Tokyo 6 (東京六大学, Tōkyō roku daigaku, Les 6 universités de Tokyo), de son nom complet « Baseball des 6 universités de Tōkyō » (東京六大学野球, Tōkyō roku daigaku yakyū), appelée également en anglais Tokyo Big6 baseball league, est la ligue de baseball universitaire regroupant six des principales universités situés sur Tōkyō : les universités Hōsei, Keiō, Meiji, Rikkyō (St Paul), Tokyo et Waseda.

## Fonctionnement de la compétition
Il y a deux rounds par an, le vainqueur étant souvent différent d'un round à l'autre et d'une année sur l'autre, avec toutefois une prédominance de Waseda et une absence notable de réussite pour l'université de Tokyo.
Tokyo 6 dispose d'une exposition médiatique très supérieure à ses concurrentes, et ce format des 6 est très courant. Il existe notamment Sendai 6, Kansai 6, Hiroshima 6, Kyushu 6 et Fukuoka 6.

## Rivalité Waseda-Keio: le Sokeisen
Le match entre Waseda et Keiō (早慶戦, sōkeisen)  attire particulièrement l'attention de par la rivalité entre les deux prestigieuses écoles privées. Il est très apprécié des étudiants qui profitent d'une suspension des cours à cette occasion. La partie entre les deux universités est diffusée sur NHK.
Le Sokeisen précède la création de la compétition des Tokyo Big6 de vingt ans. Il a été fondé en 1903, et causait tant de tensions entre les étudiants que les rencontres devaient parfois être annulées. Ces tensions ont de nos jours en grande partie disparu, laissant place à une compétition sportive saine.

## Palmarès

### Victoires par université
L'université Hosei a gagné le championnat 46 fois, contre 45 fois pour Waseda. L'université Meiji suit avec 40 victoires, puis Keio avec 37. Les deux dernières universités sont Rikkyo, avec 13 victoires, et l'université de Tokyo, qui ne l'a jamais gagné. 
| Université | Nombre de victoires |
| ---------- | ------------------- |
| Hosei      | 46                  |
| Waseda     | 45                  |
| Meiji      | 40                  |
| Keio       | 37                  |
| Rikkyo     | 13                  |
| Tokyo      | 0                   |

### Détail des victoires
- Printemps 2000 : Hōsei
- Automne 2000 : Keiō
- Printemps 2001 : Hōsei
- Automne 2001 : Keiō
- Printemps et automne 2002 : Waseda
- Printemps et automne 2003 : Waseda (gagnant tous ses matchs en automne)
- Printemps 2004 : Meiji
- Automne 2004 : Keiō
- Printemps 2005: Waseda
- Automne 2005 et printemps 2006 : Hōsei
- Automne 2006 et printemps et automne 2007 : Waseda
- Printemps 2008 : Meiji
- Automne 2008 : Waseda
- Printemps 2009 : Hōsei
- Automne 2009 : Meiji
- Printemps 2010 : Keiō
- Automne 2010 : Waseda
- Printemps 2011 : Keiō
- Automne 2011 : Meiji
- Printemps 2012 : Waseda
- Automne 2012 : Hōsei
- Printemps 2013 : Meiji
- Automne 2013 : Meiji
- Printemps 2014 : Keiō
- Automne 2014 : Meiji
- Printemps 2015 : Waseda
- Automne 2015 : Waseda
- Printemps 2016 : Meiji
- Automne 2016 : Meiji
- Printemps 2017 : Rikkyō
- Automne 2017 : Keiō
- Printemps 2018 : Keiō
- Automne 2018 : Hōsei
- Printemps 2019 : Meiji
- Automne 2019 : Keiō
- Printemps 2020 : Hōsei